# Jean-Bertrand Aristide
Jean-Bertrand Aristide (født 15. juli 1953 i Port-Salut) er en haitiansk politiker og tidligere romersk-katolsk præst, som blev Haitis præsident i 1991, fra 1994 til 1996 og igen fra 2001 til 2004.